# Masai Russell
Masai Russell   (Washington DC, Estats Units, 17 de juny de 2000) és una atleta estatunidenca, especialitzada en els 100 metres tanques. Ha participat en 1 Olimpíada, guanyant la medalla d'or en els Jocs Olímpics de París. A més, ha participat 

## Carrera professional
Russell va començar al món de l'atletisme amb només 8 anys i ja amb 10 va quedar en tercera posició al campionat infantil dels Estats Units en la cursa dels 400 metres tanques. Es va graduar a l'Escola Bullis de Maryland i poc després va tenir moltes ofertes de diferents universitats, però va decidir anar a la Universitat de Kentucky on es va graduar en Ciències de la Salut el 2023.
A principis del 2023, va aconseguir a Texas, el rècord universitari nord-americà en els 60m tanques, amb un temps de 7.75 segons. Pocs mesos més tard, trencava també el rècord universitari dels 100m tanques amb un temps de 12.36 segons. Es va classificar pel Campionat del Món de Budapest i va arribar a les semifinals, on va caure i no va poder acabar la cursa.

### 2024 - 2025: Or Olímpic a París
El 2024 va començar amb una 4a posició en el Campionat del Món en pista coberta de Glasgow. Pocs mesos més tard, aconseguir la classificació olímpica als trials d'Estats Units, amb la primera posició i una marca personal de 12.25 segons. En els Jocs Olímpics de París, aconseguia l'or olímpic, guanyant la final de manera molt ajustada, amb un temps de 12.33 segons.
El 2025 va començar guanyant per primera vegada la prova dels 60m tanques del Campionat en pista coberta dels Estats Units, amb una marca personal de 7.74 segons. Tot i això, va decidir no competir en el Campionat del Món en pista coberta de Nanquín, degut a la fatiga mental que arrossegava i la seva preferència en preparar la temporada a l'aire lliure.

## Marques personals
| Disciplina   | Marca | Seu       | Data                 |
| ------------ | ----- | --------- | -------------------- |
| 100m tanques | 12.25 | Eugene    | 30 de juny de 2024   |
| 60m tanques  | 7.74  | Nova York | 22 de febrer de 2025 |
| 400m tanques | 54.66 | Austin    | 10 de juny de 2023   |

## Trajectòria internacional
| Jocs Olímpics     | Jocs Olímpics | Jocs Olímpics   | Jocs Olímpics |
| Any               | Seu           | Posició         | Prova         |
| ----------------- | ------------- | --------------- | ------------- |
| 2024              | París         | 1               | 100m tanques  |
| Campionat del món |               |                 |               |
| 2023              | Budapest      | Semifinals (DQ) | 100m tanques  |